# Steven Schafersman
Steven Dale Schafersman (né le 4 novembre 1948) est un géologue américain et actuel président de Texas Citizens for Science (en), un groupe de défense qui s'oppose à l'enseignement du créationnisme en tant que science dans les écoles publiques,,. Il est également connu pour son blog BadGeology.com.

## Biographie
Schafersman est titulaire d'un Bachelor of Science en géologie et en biologie de l'université de Northern Illinois, d'une maîtrise en géologie et d'un doctorat en géologie (1983) de l'université Rice. Il réside actuellement à Midland, au Texas, avec son épouse, le Dr Gae Kovalick, professeure de biologie à l'Université du Texas du bassin permien (en). Il s'est spécialisé en paléontologie des invertébrés, en stratigraphie et en pétrologie sédimentaire.
Schafersman a grandi en collectant des fossiles, des champignons, des insectes, des roches, des minéraux et en jouant dehors au Texas, en Arkansas et en Illinois.
Schafersman a enseigné à l'université du Texas du Bassin Permien (2000-2002), à l'université Miami (Ohio) (1994-1999), à l'université de Houston (1984-1989) et au Houston Community College (en) (1974-1978 et 1984-1994).
Il est un militant pro-science depuis 1989,,.
En outre, il a créé le site Web Free Inquiry (disparu), dédié à l'éducation du public sur l'humanisme et le scepticisme, ainsi que le site Web Texas Citizens for Science (en), engagé à s'opposer à la représentation de concepts religieux tels que le dessein intelligent et le créationnisme en tant que science dans les manuels scolaires du Texas. Schafersman contribue à une chronique de blog pour le Houston Chronicle chez Evo Blog Sphère.